# Jeanne-Louise Djanga
Pour les articles homonymes, voir Djanga.
Jeanne-Louise Djanga est une poète, romancière et chorégraphe camerounaise, née à Yaoundé au Cameroun.

## Biographie

### Enfance et débuts
Née à Yaoundé, Jeanne-Louise Djanga est originaire de Bonékoulé Wouri Bossoua  dans l'île Wouri. Son père directeur d'écoles, puis financier, lui insuffle l'amour des livres. Elle grandit entre les villes de Paris, Douala, Yaoundé, et Garoua. Elle fait ses premiers pas dans la danse dans la ville de Garoua en intégrant le corps du ballet du lycée. Dans l'adolescence, elle quitte la Cameroun pour la France où elle obtient un baccalauréat mathématiques et philosophie au lycée Honoré de Balzac à Paris.
Après l'obtention de son baccalauréat, elle fait un Deug de Sciences Économiques à la faculté de Montpellier. C'est à Montpellier qu'elle développe sa passion pour la création artistique et la chorégraphie et obtient un diplôme de l'institut professionnel Méditerranée danse de Montpellier. Elle créé une compagnie de danse nommée Le Wouri et donne des cours de danse. Elle fonde par la suite l'association Wouri pour les échanges culturels Afrique- Europe.

### Carrière
En 2007, elle publie son tout premier ouvrage intitulé Au fil du Wouri, un recueil de poèmes paru aux éditions de l'Harmattan. Il est suivi en décembre 2009, toujours aux éditions de l'Harmattan d' Eclats de vers de voix de rires, un roman poétique illustré par la dessinatrice camerounaise Joëlle Esso,. En 2011, parait Le Gâteau au Foufou - ou les tribulations d'une afro-camer-ançaise. Puis en 2015, elle sort le roman Fantasia Bienvenue à Paris, France, Europe.
Entre 2012 et 2015, elle travaille comme chroniqueuse pour la chaine de télévision camerounaise Equinoxe télévision et le journal La Nouvelle Expression. Son cinquième ouvrage, le roman intitulé Confidences écarlates sort en 2016. En 2017, elle participe à la seconde édition du Festival Africa Poésie à Yaoundé.
Jeanne-Louise Djanga est lauréate de plusieurs prix de poésie en France parmi lesquels le premier prix de poésie du Val de France.
Elle est directrice de la collection Paroles Camerounaises aux Editions Menaibuc. Jeanne-Louise Djanga est la manager des Jumelles Mawasa, un duo musical constituée de ses deux filles Canelle et Anaïs,.

## Publications
- Au fil du Wouri, l'Harmattan, 2007 (ISBN 978-2-296-03435-8)
- Éclats de vers de voix de rires: romans en vers, Dagan, coll. « Collection Poésie Juan Latino-Aimé Césaire », 2009 (ISBN 978-2-9532838-4-6)
- Le gâteau au foufou ou Les tribulations d'une Afro-Camer-Ançaise, l'Harmattan, coll. « Écrire l'Afrique », 2010 (ISBN 978-2-296-13999-2)
- Fantasia: bienvenue à Paris, France, Europe, l'Harmattan, coll. « Lettres camerounaises », 2015 (ISBN 978-2-343-06405-5)
- Rêver de vivre … Le rêve qui nous manque, Editions Menaibuc, 2017, 196 p. (ISBN 9782353492558)
- Confidences écarlates : Petit manuel d'une relation de couple à l'ananas et à l'oignon précis de féminité et modernité en Afrique, Menaibuc, 9782353492442, 2019, 133 p. (ISBN 9782353492442)
- Le Cadenas, cahier d'un détour au pays natal, AfricAvenir International, 2022

## Prix et distinctions
- 2008: Poésie du Point du jour
- 2008: Prix de poésie du Val de France
- 2016: Grand prix de Littérature Cameroun aux Camer Diaspora Awards[12]